# Kerling
Kerling – szczyt górski pochodzenia wulkanicznego w północnej Islandii, w południowej części półwyspu Tröllaskagi. Najwyższy szczyt w północnej części wyspy - wznosi się na wysokość 1536 m n.p.m. (niektóre mapy podają wysokość 1538 m n.p.m.). Wokół szczytu znajdują się niewielkie lodowce, z czego największy to Lambárjökull. Grzbiet masywu Kerling biegnie w kierunku północnym, gdzie znajdują się boczne, już nieco niższe, szczyty o wysokościach około 1150–1350 m n.p.m. Masyw góruje nad położoną na wschód od niego doliną lodowcową Eyjafjarðardalur, w której płynie rzeka Eyjafjarðará. Na zachód od masywu biegnie dolina Glerádalur z rzeką Glerá. Masyw zbudowany jest ze skał bazaltowych, a w górnej części z riolitowych. 